# Convento di Sant'Agata
(Salvatore Buonuomo, Ruderi di Sant'Agata)
Il convento di Sant'Agata, ridotto allo stato di rudere, si trova a Gaeta, in provincia di Latina; i suoi resti sono situati nel rione Piaja, sulla sommità del colle omonimo.

## Storia

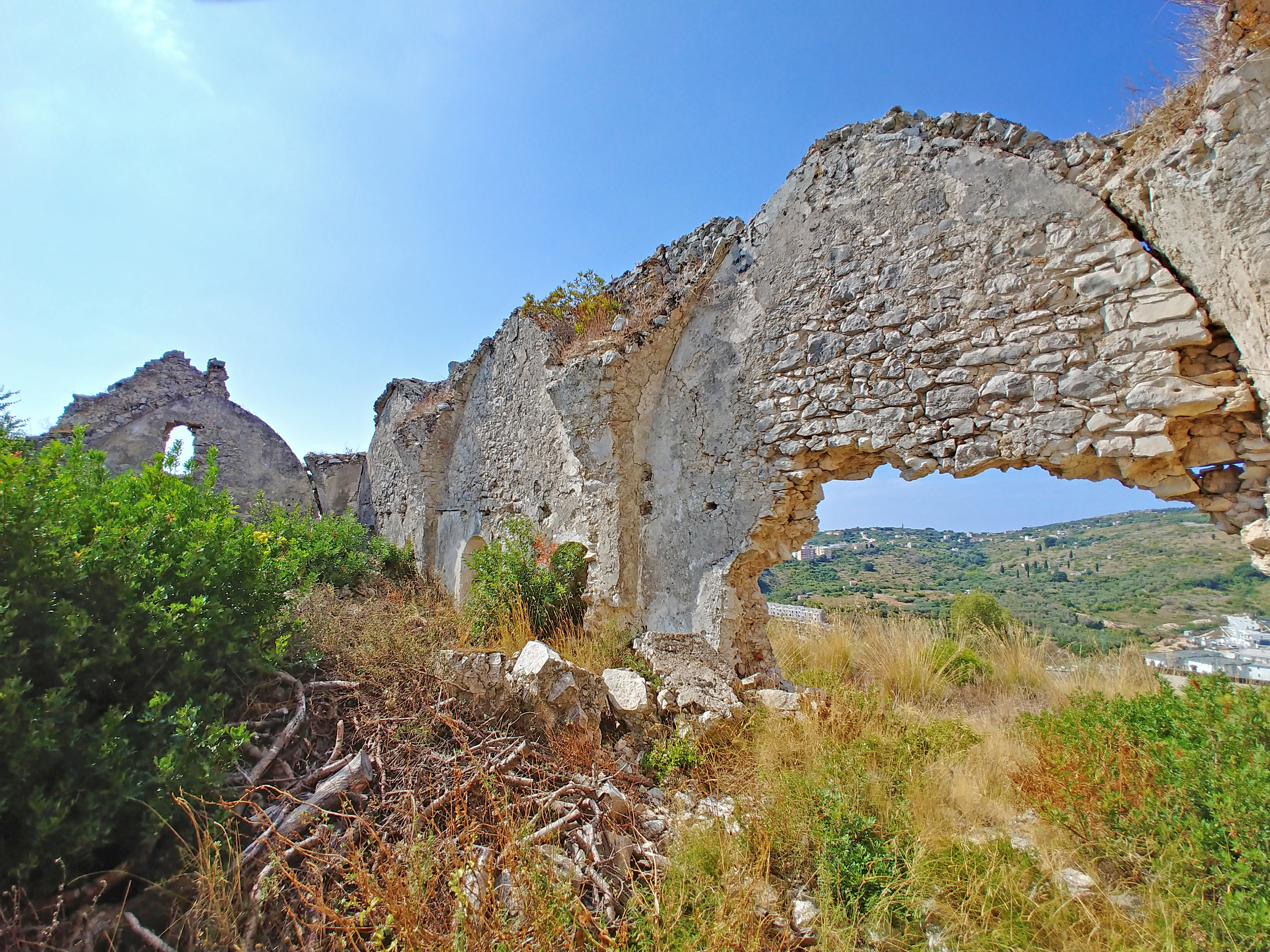
Veduta interna della chiesa, dedicata il 15 gennaio 1357 dal vescovo Ruggero Frezza

Il convento di Sant'Agata venne edificato sulla cima di un'altura a nord del Borgo di Gaeta nel secondo quarto del XIV secolo; venne fondato sotto l'episcopato di Francesco II Gattola il 4 giugno 1328 da alcuni eremiti del Terzo ordine regolare di San Francesco con posizioni vicine a quelle dei fraticelli, e successivamente, grazie all'interessamento dei figli di Pietro di Alfano di Casanova, del Terzo ordine francescano, fu edificata la chiesa annessa, dedicata alla Vergine Maria, alla martire catanese e a sant'Onofrio e dedicata il 15 gennaio 1357 dal vescovo Ruggero Frezza, come riportato in una perduta iscrizione:
Ianuarii .X. ind(ictione) consecrata fuit

Per D(om)num Rogerium Episcopum Gajetanum

Presens Eccl(esi)a S(an)cte Agathe Territorij Gajete olim

Anno D(omi)ni 1328 die quarta Iunii fundata

Per D(omi)num Franciscum Gattula olim

Ep(iscop)um Gajetanum tempore Fratris Francisci

De Aierola filii Petri de Alfano de Casanova de

Tertio Ordine Beati

Francisci ibidem morantis ac fundari construi

Edificari consecrari [---] id(one)am Ecclesiam

(Iscrizione perduta.)
L'area circostante era caratterizzata dalla presenza di altri due insediamenti cenobitici di recente fondazione: la cistercense abbazia di Santo Spirito di Zennone nella piana di Arzano, costruita nel 1291-1295 e il piccolo monastero certosino di San Giacomo di Galizia, fondazione del 1350 della certosa di Trisulti, la cui chiesa venne dedicata dal vescovo Frezza il 20 agosto 1357.
Durante il pontificato di Bonifacio IX (1389-1404) il convento di Sant'Agata passò dapprima ai frati minori, che dentro le mura della città avevano già quello di San Francesco. Nel corso del XV secolo vi dimorò alcune volte san Bernardino da Siena (da alcune fonti locali anacronisticamente indicato come fondatore del cenobio) intorno alla cui figura, in seguito all'abbandono ottocentesco del complesso, si sviluppò la credenza popolare di un non meglio specificato tesoro nascosto nel convento, mai rinvenuto. Nei secoli successivi la struttura non subì mutazioni, essendo piuttosto oggetto di riparazioni finanziate prevalentemente dal comune di Gaeta, che per lavori urgenti stanziò dieci ducati nel 1692 e ottanta ducati nel 1700, all'epoca del guardiano e canonico della cattedrale Guastaferri. Nel 1725 la comunità che viveva nel convento era costituita da sei-sette elementi fra laici e sacerdoti, mentre nel 1742 essa risultava composta da quattro sacerdoti, tre frati laici e cinque terziari ed il guardiano era Ferdinando di Casale.

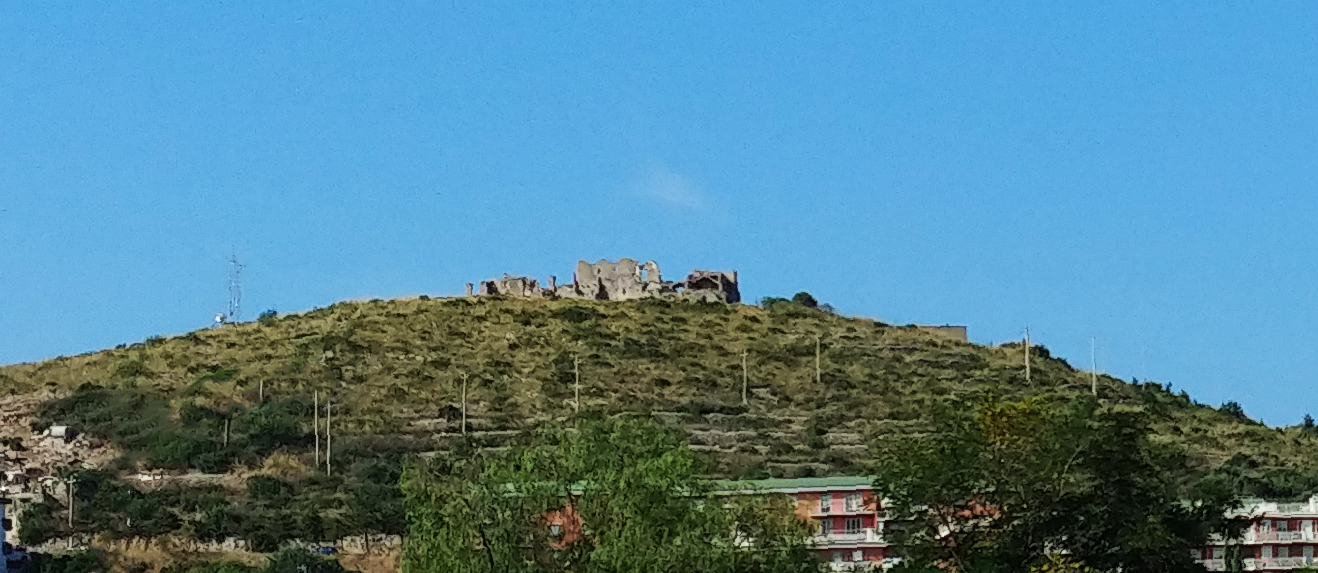
Colle Sant'Agata visto da nord-est con, sulla sommità, i ruderi del convento

Durante l'assedio di Gaeta del 1799 il convento venne occupato dagli uomini del brigante Michele Arcangelo Pezza, noto come Fra Diavolo, per sfruttarne la strategica posizione che permetteva di controllare da un punto privilegiato i movimenti delle truppe napoleoniche; nello stesso frangente vi trovò riparo anche la banda del brigante sorano Gaetano Mammone, anch'egli impegnato contro i francesi. Durante l'assedio del 1806 vi si insediarono le truppe assedianti che devastarono il complesso; tuttavia i frati vi rimasero fino alla soppressione degli ordini religiosi voluta nel 1809 dal re di Napoli Gioacchino Murat. Nel 1837, non avendo la città di Gaeta un camposanto idoneo, l'ex convento (e per mancanza di spazio anche le cisterne sottostanti) fu provvisoriamente utilizzato come cimitero finché, l'anno successivo, il comune non stabilì di tornare ai precedenti tre poli di sepoltura (San Domenico dentro le mura e il convento dei Cappuccini e Santa Maria di Porto Salvo nel Borgo).

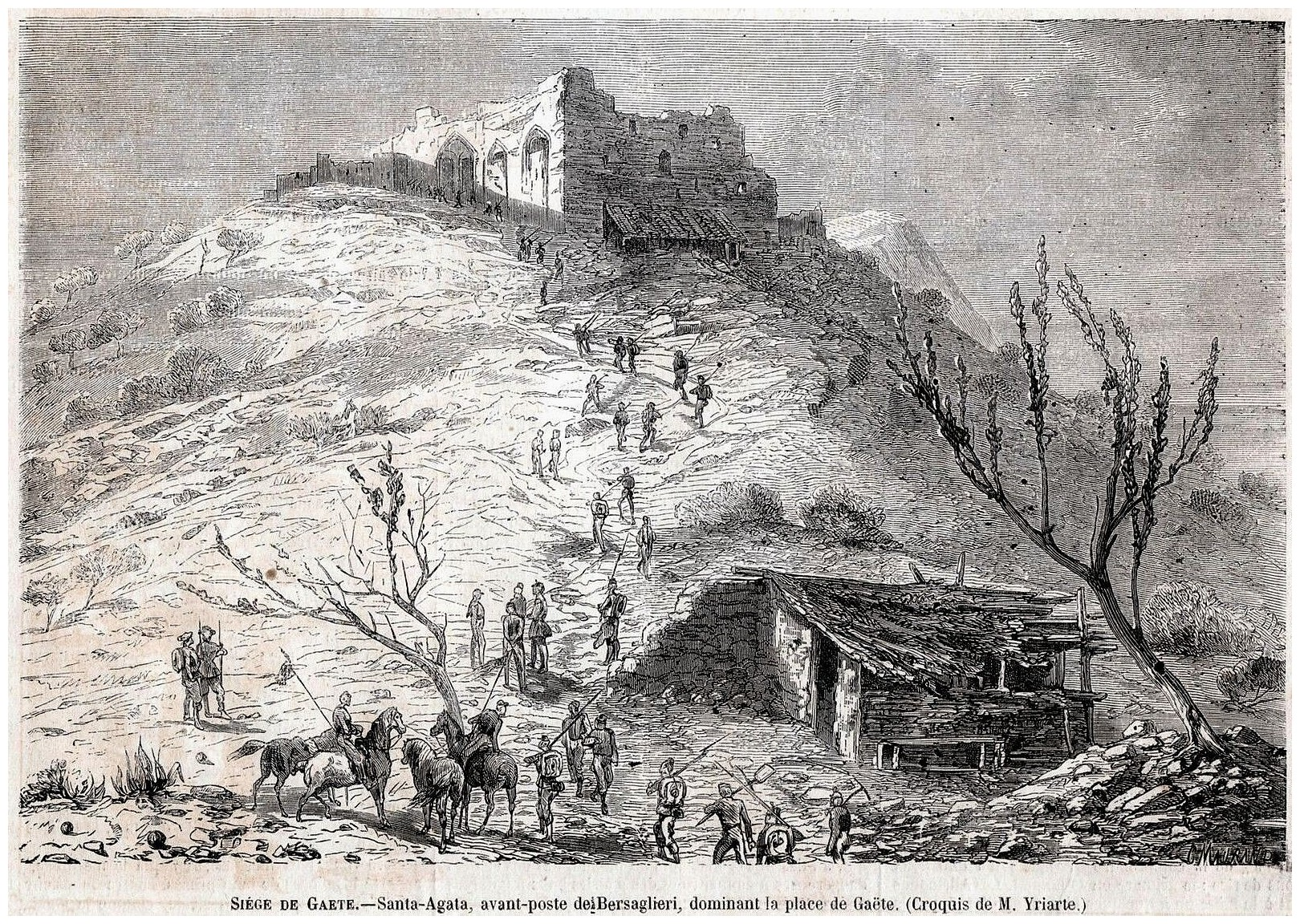
Avamposto dei bersaglieri piemontesi sul convento di Sant'Agata durante l'Assedio di Gaeta del 1860 - 1861

Il complesso tornò ad essere sfruttato per scopi militari con l'assedio del 1860: vi fu installata dai piemontesi una batteria, la XIII «del Monte S. Agata» che doveva aiutare le XI, XII e XVI situate sul vicino colle dei Cappuccini, con tre mortai che a fatica furono portati in cima lungo il fianco orientale dell'altura; per ripararsi dal fuoco nemico furono sfruttati gli edifici preesistenti, già in stato di rovina, ed un terrapieno appositamente costruito nel dicembre del 1860. Completato l'allestimento dell'artiglieria il 7 gennaio 1861, la batteria entrò in funzione il giorno successivo quando sparò 141 colpi senza subire né arrecare danno; tuttavia, a causa degli scarsi risultati all'indomani venne dismessa. Durante la prima guerra mondiale la Marina Militare sfruttò il sito come punto di avvistamento; nel corso della seconda, nel 1944, i resti dell'ex convento furono bombardati dalle truppe alleate di stanza lungo il Garigliano. Nei decenni successivi lo stato di degrado del complesso a causa dell'abbandono è aumentato, con significativi crolli delle strutture. Fino agli anni 1970 nei pomeriggi dei giorni 31 ottobre e 1 e 2 novembre era tradizione presso la popolazione di Gaeta recarsi presso i ruderi in suffragio di coloro che ivi avevano trovato sepoltura.

## Descrizione

Pianta schematica del complesso

I ruderi dell'ex convento di Sant'Agata sorgono sulla sommità del colle omonimo, ad un'altezza di 104 metri s.l.m., in posizione dominante sul rione Piaja e sono visibili da grande distanza. Il sito è attualmente proprietà privata e sul versante occidentale dell'altura, ad una quota inferiore, sorgono i moderni serbatoi dell'acquedotto; tutto il quadrante nord-orientale, invece, presenta tracce delle antiche colture a terrazzamento. Prima della realizzazione dell'attuale rete stradale il convento era raggiungibile dal Borgo tramite una mulattiera che nel tratto iniziale, nei pressi del quartiere di Calegna, presentava tracce di basolato di epoca romana.
Il complesso si presenta di modeste dimensioni e si articola attorno al chiostro quadrato le cui gallerie, coperte con volta a crociera, si aprivano sullo spazio centrale ciascuna con tre arcate a sesto acuto poggianti su pilastri quadrangolari; attualmente risulta integra soltanto la galleria nord-orientale, mentre delle altre rimangono metà della campata più ad est delle tre centrali delle gallerie sud-orientale e nord-occidentale, nonché il pilastro e parte della volta della campata angolare ovest. Il pilastro della campata angolare nord risulta rinforzato in quanto al suo interno è ricavato un pozzo che dà nella cisterna sottostante. Sulle pareti delle tre campate centrali della galleria nord-occidentale sono visibili tracce di affreschi, forse del XVI secolo, che ne adornavano la parte superiore: sono ancora distinguibili un papa e un frate in quella centrale, verosimilmente facenti parti di una Approvazione della regola francescana, e un angelo e una donna in quella più ad ovest, probabilmente appartenenti ad una Sant'Agata visitata dall'angelo in carcere, mentre le pitture presenti nella campata più orientale delle tre risultano illeggibili.

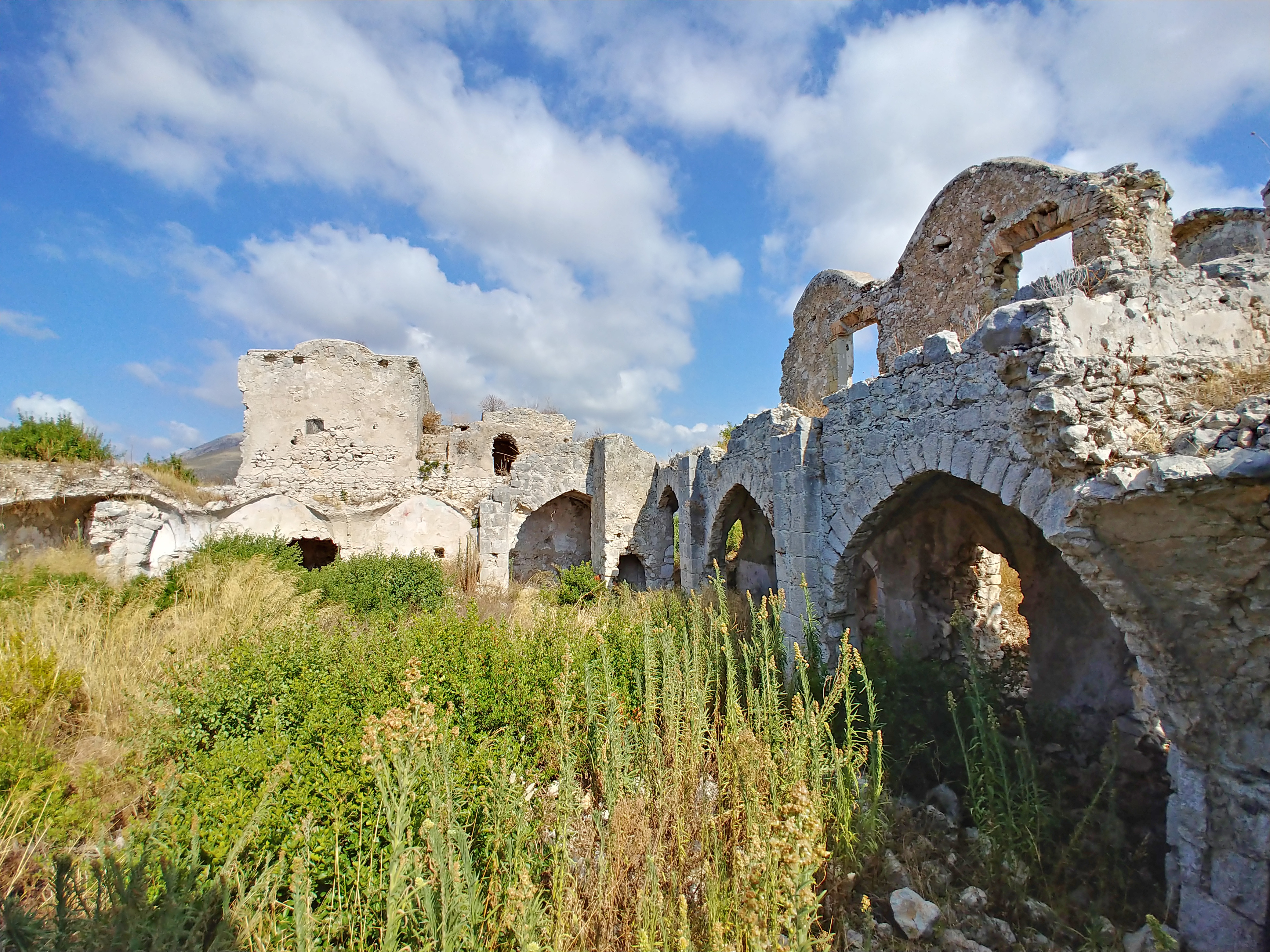
Il chiostro visto da sud-est

Dei quattro lati del chiostro, soltanto quello a sud-ovest dà direttamente sull'esterno con tre grandi finestre quadrangolari. A ridosso di quello sud-orientale, invece, si trovano i resti della chiesa di Sant'Agata della quale permangono, seppur con grandi lacune, la facciata con il portale fuori asse che immetteva nel chiostro, la fiancata destra e la parete di fondo che, come quella opposta, presenta, nella parte superiore, una finestra, probabilmente in origine una monofora ogivale. Il luogo di culto era in stile gotico e aveva una semplice pianta a navata unica di tre campate coperte con volte a crociera estradossate, senza abside. Alla sua sinistra vi sono i ruderi di alcuni ambienti voltati e, all'angolo orientale del convento, il basamento della torre campanaria a base quadrangolare, distrutta nel bombardamento alleato del 1944.
L'ala nord-occidentale era costituita da ulteriori ambienti, alcuni dei quali su due piani. Uno di questi è costituito dall'antica sala capitolare, con due campate voltate a crociera (delle quali una crollata), che presentava sulla volta tracce di affreschi geometrici ancora visibili nella seconda metà del XX secolo; il pavimento risulta sfondato in due punti per la presenza dei "trabucchi", ovvero le cisterne utilizzate per l'inumazione nel 1837-1838 calando i cadaveri attraverso tali aperture.

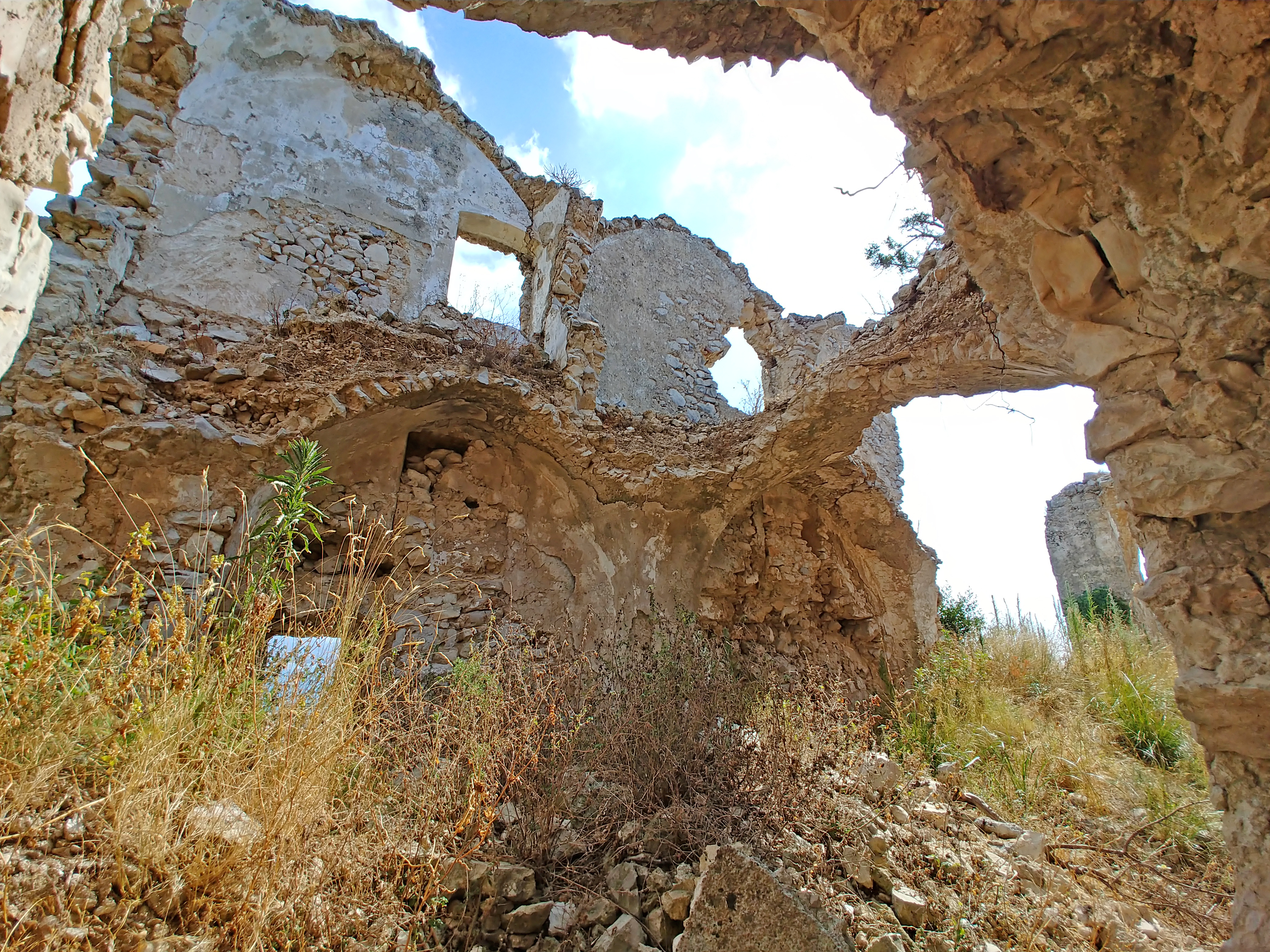
I locali dell'ala nord-orientale con, al primo piano, le celle dei frati.

L'ala nord-orientale del convento era costituita dalle celle dai frati, situate al primo piano e coperte anch'esse con volte a crociera estradossate il cui profilo lungo le pareti perimetrali tuttora caratterizza il complesso, in quanto è visibile a grande distanza. Si accedeva alle stanze dei frati tramite una scala situata di fianco alla chiesa, che immetteva su una terrazza soprastante la galleria del chiostro e sulla quale si affacciavano le varie celle, ciascuna con la propria porta. I locali del piano inferiore, in gran parte crollati, davano invece nel porticato, e nella campata più settentrionale delle tre centrali di quel lato si trova una porta murata con arco a tutto sesto, caratterizzato da piedritti in pietre squadrate.
In seguito alla chiusura del convento, diverse suppellettili contenute al suo interno furono trasferite presso la vicina chiesa dei Santi Carlo e Anna, parrocchiale del rione Piaja, nei cui locali tuttora si conserva una statua lignea policroma del XVI secolo raffigurante Sant'Agata. Nel Museo diocesano e della religiosità del parco naturale dei Monti Aurunci, invece, è esposto un dipinto su tavola di autore campano degli anni 1380 raffigurante la Madonna col Bambino e, nella cimasa, la Crocifissione; profondamente rimaneggiato e totalmente ridipinto nel 1769, si trovava anch'esso presso la chiesa di San Carlo prima di entrare a far parte della collezione del Museo diocesano fin dalla fondazione di quest'ultimo, nel 1956, per poi essere restaurato e ricondotto allo stato originario da Rolando Dionisi nel 1975-1976. Nella parte inferiore dell'opera, su fondo oro, è raffigurata la Vergine nell'atto di allattare il Figlio; le due figure risentono dell'influsso della pittura senese, per quanto alcuni elementi (come la resa prospettica, il chiaroscuro dei volti e l'ampio trono a specchiature quadrangolari sul quale è seduta la Madonna) richiamino piuttosto «gli esemplari giottesco-masiani presenti a Napoli nella prima metà del secolo»; nella cimasa, invece, (di forma triangolare mentre originariamente era ad arco) vi sono Gesù in croce (al centro) tra la Vergine addolorata (a sinistra) e l'evangelista Giovanni, in un paesaggio desolato costituito dalle rocce nude del Calvario. L'opera è stata attribuita a Roberto d'Oderisio, presentando forti analogie con numerose opere dello stesso. Dal convento di Sant'Agata proviene anche un messale plenario votivo del XIV-XV secolo (codice Casinense 585) nel quale con il grado di doppio maggiore sono indicate le dedicazioni della chiesa conventuale (15 gennaio) e della cattedrale di Gaeta (22 gennaio).

## Galleria d'immagini

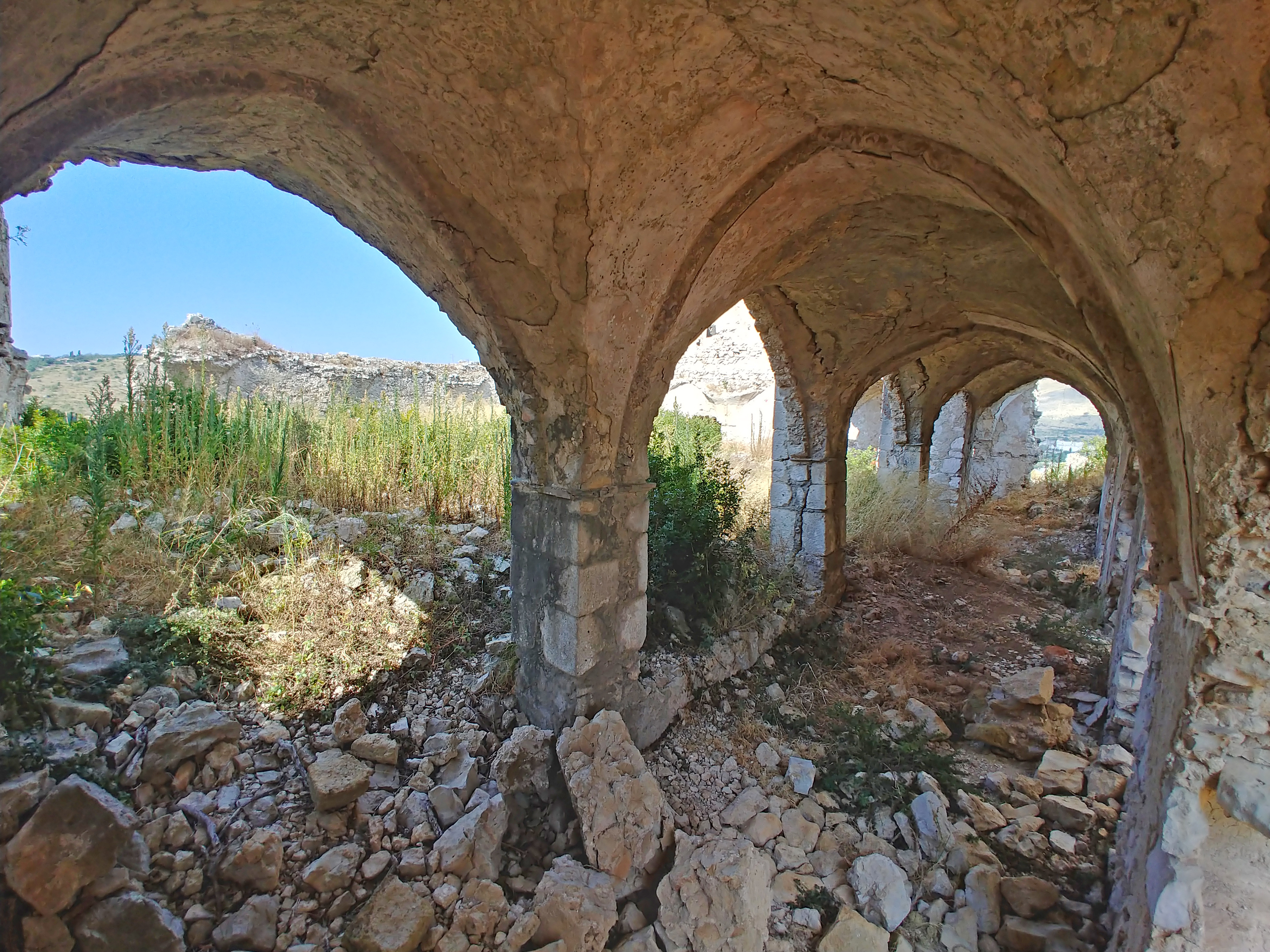
Galleria nord-orientale del chiostro
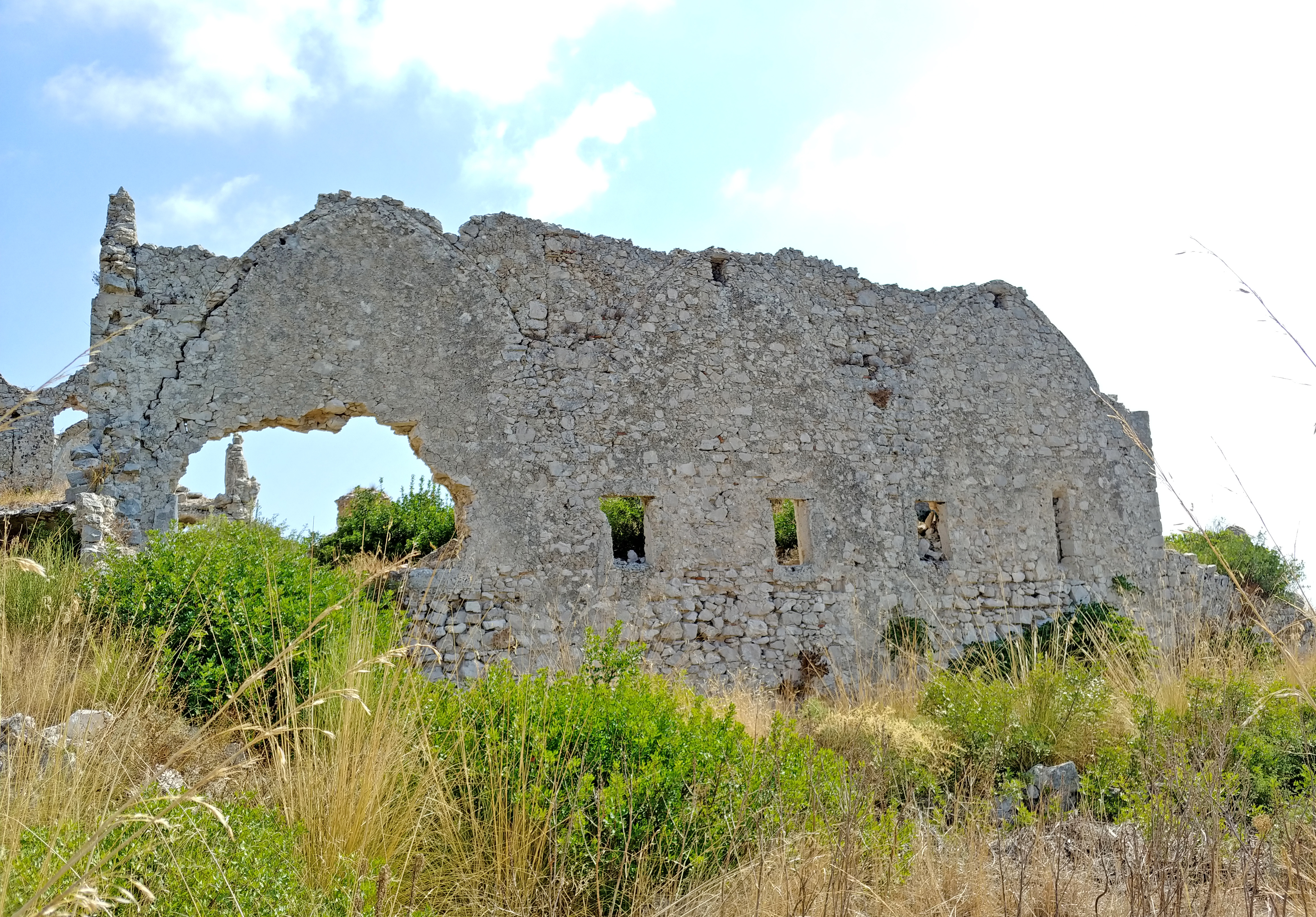
Fianco destro della chiesa
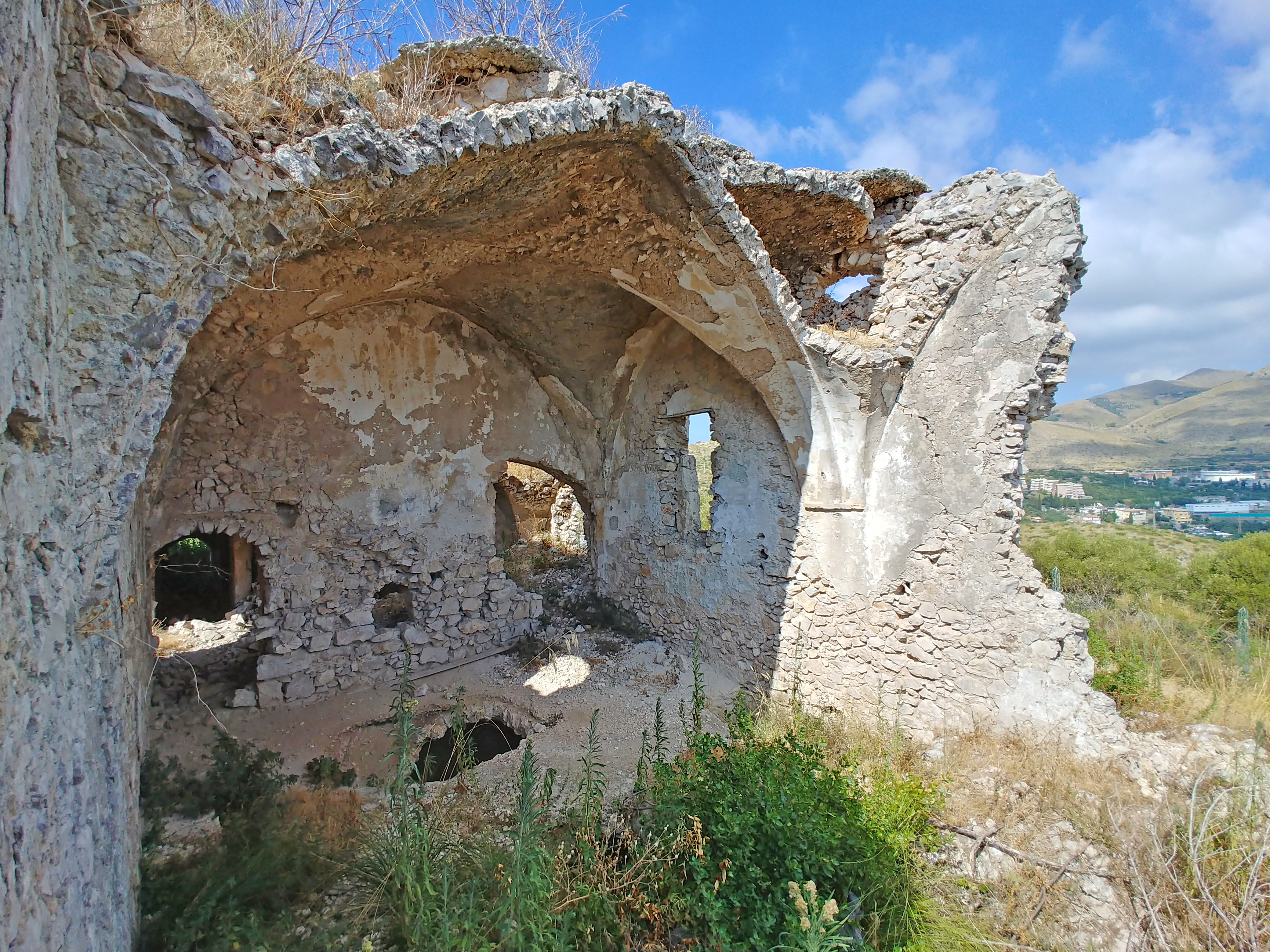
Sala capitolare
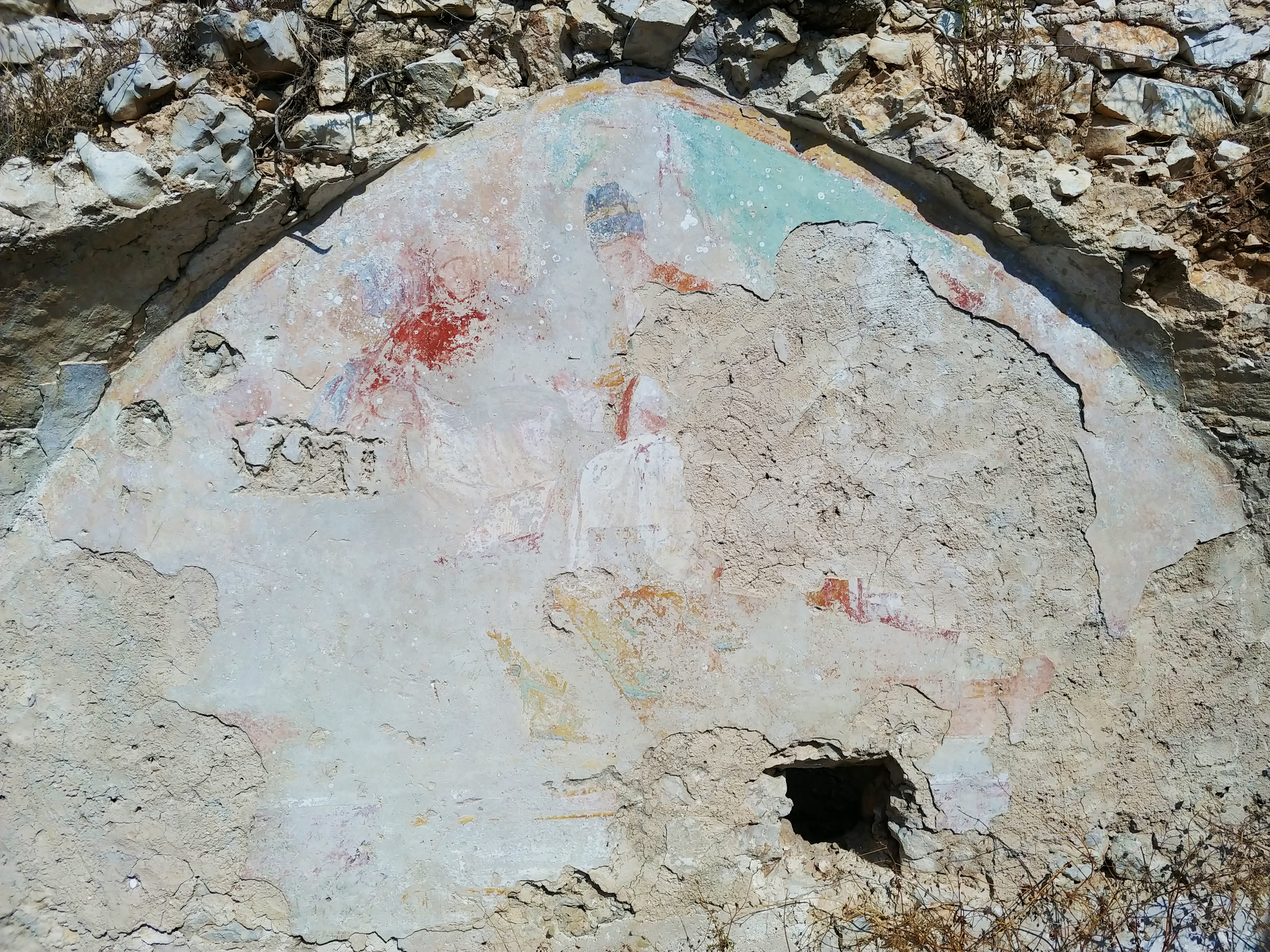
Approvazione della regola francescana (?)
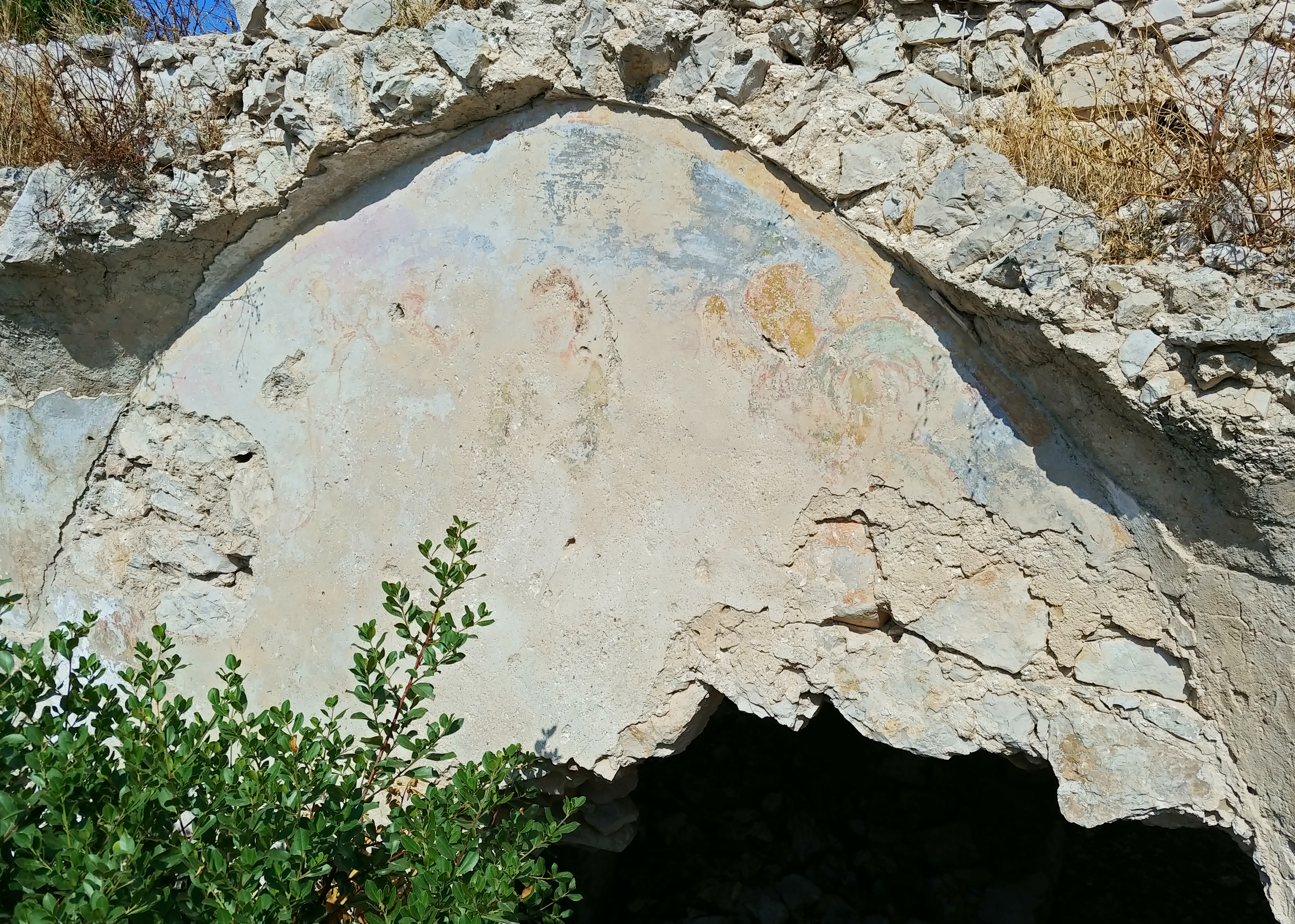
Sant'Agata visitata dall'angelo in carcere (?)
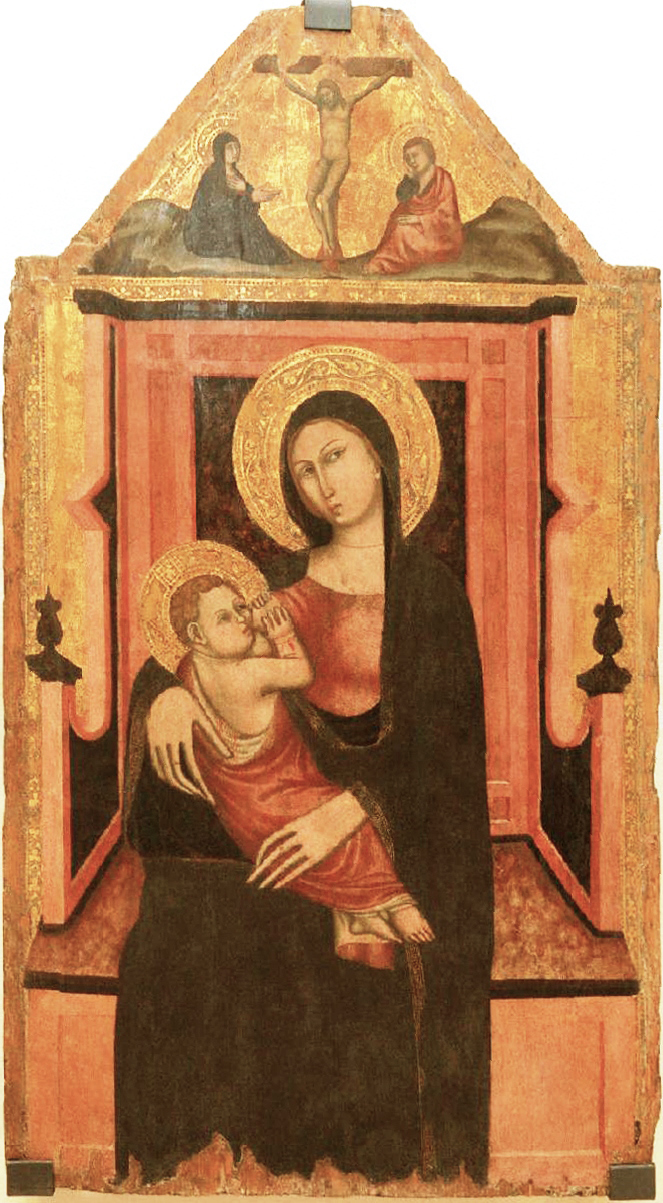
Madonna col Bambino e Crocifissione (anni 1380)